# Raphael Zuber
Raphael Zuber (Coira, 5 de junio de 1973) es un arquitecto suizo.

## Biografía
Raphael Zuber estudió arquitectura en la ETH de Zúrich hasta 2001 y ejerció con Valerio Olgiati en Zúrich. Tras licenciarse, fundó un estudio de arquitectura en Coira. Zuber ha impartido clases en la Accademia di Architettura di Mendrisio, la Escuela de Arquitectura y Diseño de Oslo, la Escuela Especial de Lausana, la ETH de Zúrich, la Academia de Oporto y la Universidad Cornell en Ithaca. Raphael Zuber fue invitado por Alejandro Aravena a la Bienal de Arquitectura de Venecia de 2016.

## Galería

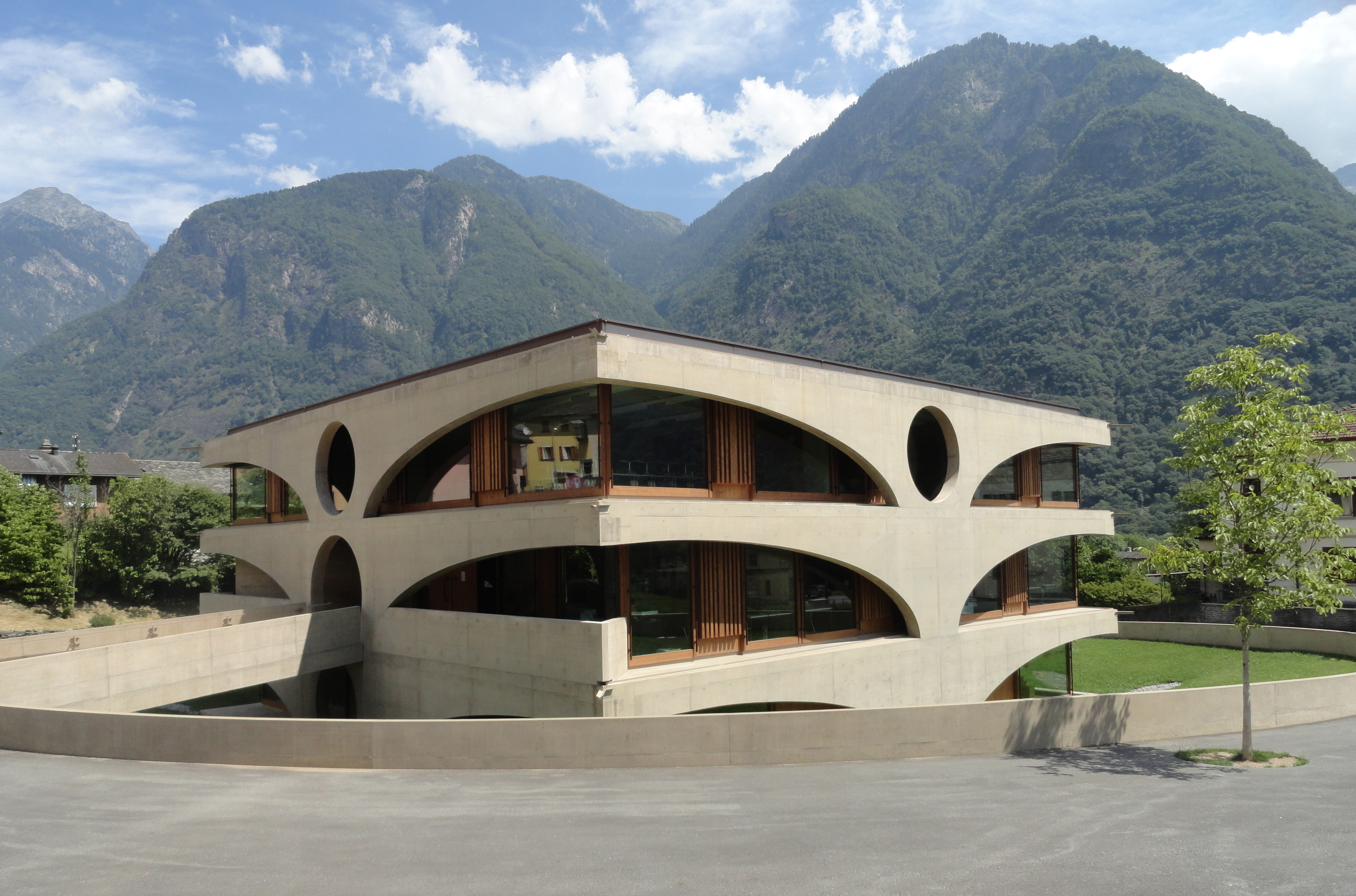
Escuela en Grono
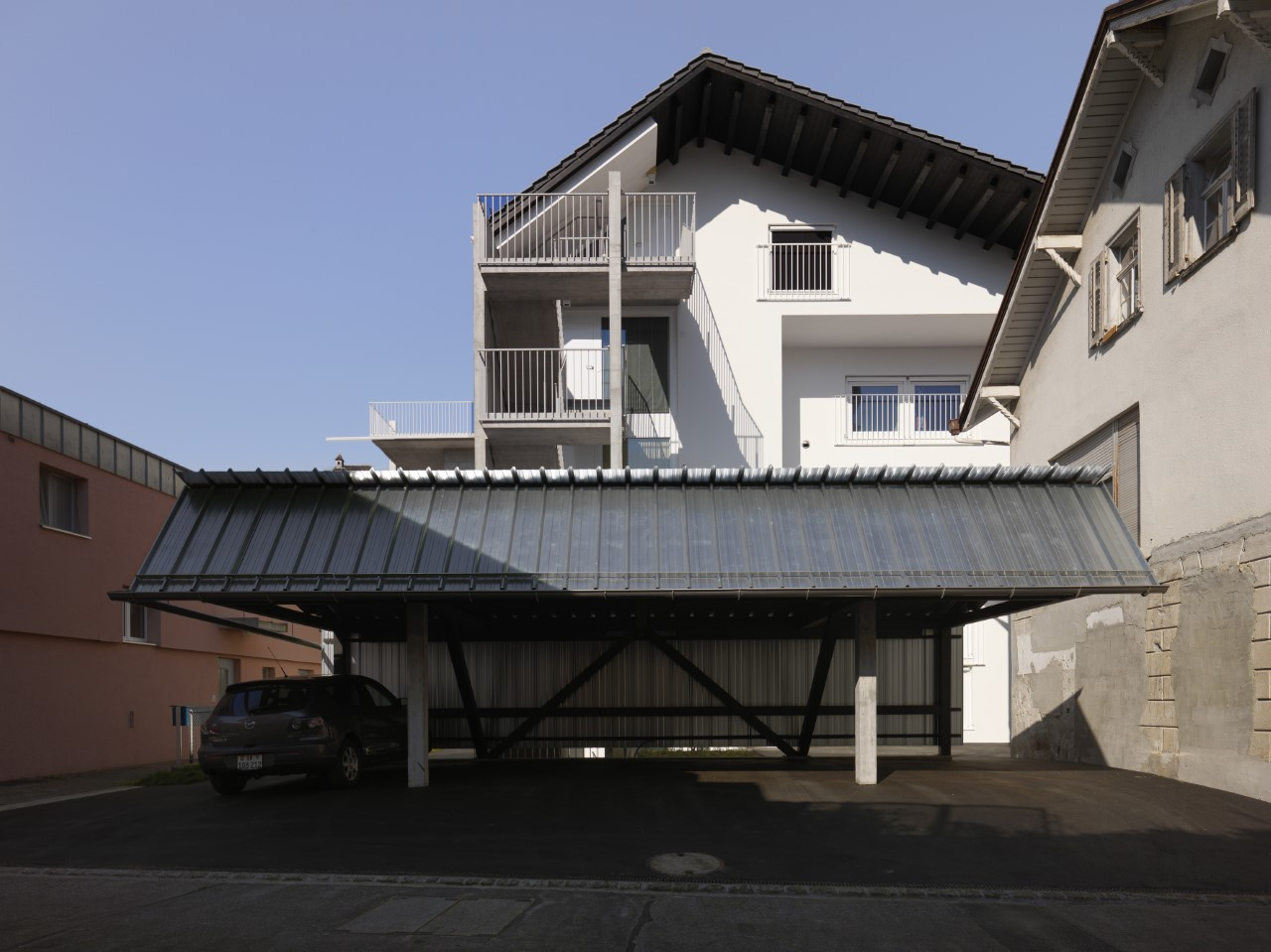
Edificio de apartamentos, Domat/Ems

## Obra construida
- 2011 Escuela en Grono, Suiza con Conzett Bronzini Gartmann y Maurus Schifferli[4]
- 2016 Edificio de apartamentos, Domat/Ems, Suiza con Conzett Bronzini Gartmann
- 2016 Inverted House, Hokkaidō, Japón con la Escuela de Arquitectura y Diseño de Oslo y Kengo Kuma y Asociados
- 2024 House at the Black Sea, Rumania con Laura Cristea

## Obra no construida y concursos
- 1999 Casa residencial con seis habitaciones, Paradeplatz-Zúrich, Suiza
- 2002 Gimnasio triple Sand, Coira, Suiza con Helena Brobäck
- 2003 Museo Etnográfico de Neuchâtel, Suiza con Helena Brobäck
- 2005 Edificio de viviendas y almacén, Maienfeld, Suiza
- 2010 Teatro Lyceum Alpinum Zuoz, Suiza
- 2011 Edificio de oficinas, Monte Carasso, Suiza
- 2012 Edificio SUPSI del Campus de la Universidad en Mendrisio, Suiza
- 2012 Salón de la Abdicación, Steinhausen, Suiza
- 2012 Escuela Erlenmatt, Basilea, Suiza
- 2014 Casa de fin de semana, Isla de Harris, Escocia
- 2015 Residencia de ancianos, Savognin, Suiza
- 2015 Teatro municipal, Coira, Suiza
- 2019 Extensión Edificio del Parlamento, Cluj, Rumania
- 2020 Remodelar una casa, Stuls, Suiza
- 2023 Mamaia Seaside, Rumania con Laura Cristea

## Premios
- 2012, Premio de arquitectura e ingeniería a la construcción antisísmica por la Escuela en Grono.
- 2013, "Premio Suizo del Hormigón" por la Escuela en Grono.
- 2013, Premio a las buenas construcciones Grisones por la Escuela en Grono.
- 2018, Premio de reconocimiento de la ciudad de Coira.

## Exposiciones
- 2008 Foro de arquitectura Zúrich, Suiza, "Was wird sein? – Gedanken zur Architektur der Zukunft"
- 2010 Istituto Svizzero di Roma, Italia, "19 Important buildings. A personal choice"
- 2011 Swissnex San Francisco, California, "Teaching Architecture"
- 2013 Foro de arquitectura Zúrich, Suiza, "Zwischen-Formen: Wenn Haltung Raum bildet"
- 2014 Universidad Metropolitana de Londres, Inglaterra, "Young Swiss Public"
- 2014 AHO Gallery, Oslo, Noruega, "SPACES"
- 2015 Lighthouse Glasgow, Escocia, "Island: 8 Houses for the Isle of Harris, Outer Hebrides"
- 2016 The Royal Norwegian Embassy, Tokio, Japón, "Inverted House"
- 2016 Bienal de Arquitectura de Venecia, "SPACES"
- 2017 OAR Bucarest, Rumania, "Inverted House"

## Monografías
- AMAG #29, Boltshauser Architekten/ Lillit Bollinger Studio/ Raphael Zuber, AMAG PUBLISHER, Matosinhos, Portugal 2022; ISBN 978-989-53330-5-9
- Important Buildings, Istituto Svizzero di Roma, Kaleidoscope Press, Milán, Italia 2010; ISBN 978-88-97185-01-7
- Important Buildings. A personal choice made by students with Raphael Zuber, Accademia di Architettura di Mendrisio, Suiza 2011; ISBN 978-3-033-02464-9
- Raphael Zuber – Four Projects, Pelinu Books, Bucarest, Rumania 2020; ISBN 978-973-0-29819-2